# قطعنامه ۲۸۲ شورای امنیت
قطعنامه ۲۸۲ شورای امنیت سازمان ملل متحد که در تاریخ ۲۳ ژوئیه ۱۹۷۰ تصویب شد، سندی بین‌المللی دربارهٔ مسئله درگیری‌های نژادی در آفریقای جنوبی ناشی از سیاست‌های آپارتاید دولت جمهوری آفریقای جنوبی است. این قطعنامه طی نشست ۱٬۵۴۹ام
با ۱۲ موافق،۰ مخالف و۳ ممتنع تصویب شد.